# Höllviken
Höllviken ist ein Ort (Tätort) in der schwedischen Provinz Skåne län und der historischen Provinz Schonen. Höllviken liegt in der Gemeinde Vellinge zirka sechs Kilometer südwestlich des Hauptortes Vellinge.
Seit 2015 trägt der Tätort die Bezeichnung Höllviken och Ljunghusen nachdem er mit den benachbarten, zuvor eigenständigen Tätorten Ljunghusen (westlich in Richtung Falsterbo anschließend) und Rängs sand (östlich, zusammen 3363 Einwohner 2010) faktisch zusammengewachsen war.
Höllviken liegt am Falsterbo-Kanal, der die schmalste Stelle der Halbinsel Falsterbo durchschneidet. Durch den Ort verläuft der Länsväg 100, der zu dem bei Vellinge vorbeiführenden autobahnartig ausgebauten Europaväg 6 führt, der als Europastraße 6 bis nach Nordnorwegen führt.
Nördlich des Ortes liegt das wikingerzeitliche Fotevikens Museum. Im Vorort Stora Hammar liegt der Kungshögen von Höllviken.

## Töchter und Söhne
- Maria Bengtsson Ramsthaler (* 1975), Opernsängerin
- Joakim Nilsson (* 1985), Fußballspieler
- André Göransson (* 1994), Tennisspieler
- Frederik Wandahl (* 2001), dänischer Radrennfahrer
- Nikki Anderberg (* 2002), Sprinterin